# C5H10N2
化学式C5H10N2（摩尔质量：98.15 g/mol）可以指：
- 3-二甲氨基丙腈，CAS号：1738-25-6
- 二乙基氰胺，CAS号：617-83-4
- 2,5-二氮杂双环[2.2.1]庚烷，CAS号：672-28-6
- 2,6-二氮杂螺[3.3]庚烷，CAS号：174-77-6
- 5-氨基戊腈，CAS号：6066-83-7

|  | 这个同类索引页列出了具有相同分子式的化学物（即同分異構體）条目。 除非您是有意链接至本页，否则应将相应条目的内部链接指向正确的条目。 |